# Energetische Sanierung
Energetische Sanierung, auch thermische Sanierung, bezeichnet in der Regel die Modernisierung eines Gebäudes zur Minimierung des Energieverbrauchs für Heizung, Warmwasser und Lüftung.

## Mögliche Sanierungsmaßnahmen
Maßnahmen, die dazu dienen sollen, den Energieverbrauch zu minimieren:
- Außenwanddämmung
- Dachdämmung
- Perimeterdämmung = Dämmung der Keller-Außenwände
- Fenstersanierung
- Türsanierung
- Heizungssanierung (Niedertemperaturkessel, Brennwertkessel, Mikro-KWK, Wärmepumpenheizung, Strahlungsheizung)
- Kellerdeckendämmung
- Solarthermie zur Warmwasser- und/oder Heizungsunterstützung
- Lüftungsanlagen mit Wärmerückgewinnung (Kontrollierte Wohnraumlüftung)

Ein Haus sollte bei einer energetischen Sanierung immer als Ganzes betrachtet werden, um Bauschäden zu vermeiden und um zu erkennen, welche Maßnahmen das beste Kosten-Nutzen-Verhältnis haben. Viele Maßnahmen sind kombinierbar; es empfiehlt sich, vor Beginn einer energetischen Sanierung einen Energieberater hinzuzuziehen, um für das jeweilige Gebäude ein optimales Maßnahmenbündel zu finden.
Der seit 2008 für die meisten Gebäudetypen bei Verkauf und Neuvermietung vorgeschriebene EnEV-Energieausweis (Gebäudeenergiepass) kann eine hilfreiche Entscheidungsgrundlage für eine energetische Sanierung sein.

## Staatliche Förderung
Im Rahmen des ersten Konjunkturpakets der Bundesregierung hat die KfW ihre Programme für energieeffizientes Bauen und Sanieren seit Januar 2009 deutlich ausgeweitet. Seit dem 1. März 2011 ist es wieder möglich, KfW-Darlehen auch für energetische Einzelmaßnahmen zu erhalten. Neben der Möglichkeit, Fördermaßnahmen für energetische Einzelmaßnahmen zu erhalten, bietet die KfW auch Förderprogramme für energetische Maßnahmenpakete nach dem KfW-Effizienzhaus-Standard an.
Trotz des über ein Jahr dauernden Vermittlungsverfahrens zwischen Bund und Ländern gab es am Ende keine Einigung über die steuerliche Förderung energetischer Sanierungsmaßnahmen an Wohngebäuden. Die Idee ist damit vom Tisch, weil sich die beteiligten Akteure nicht auf eine Kostenverteilung einigen konnten. Stattdessen gibt es ab
Januar 2013 ein neues KfW-Programm. Dieses sah acht Jahre lang Mittel für energetische Sanierungen in Höhe von 300 Millionen Euro jährlich vor.
Das am 1. März 2013 in Kraft getretene Mietrechtsmodernisierungsgesetz privilegiert energetische Sanierungsmaßnahmen, indem es Mietern für drei Monate das sonst gegebene Recht abschneidet, wegen der mit den Maßnahmen verbundenen Beeinträchtigungen die Miete zu mindern, § 536 Abs. 1a BGB.
Im Januar 2022 wurde das Förderprogramm im Zuge gestiegener Anträge mit sofortiger Wirkung gestoppt, weil die Anträge die noch zur Verfügung stehenden staatlichen Fördergelder überstiegen hatten.

## Kosten-Nutzen-Verhältnis
Trotz ihrer umfassenden Förderprogramme veröffentlichte 2013 die KfW einen Bericht zu einer durchgeführten Studie, laut der sich energetische Sanierungen nicht rechnen würden. Laut KfW ließen sich die notwendigen Investitionen für eine energetische Sanierung „nicht allein aus den eingesparten Energiekosten finanzieren“. Demnach stünde den Kosten von 838–953 Mrd. Euro nur ein Nutzen von 370–453 Mrd. Euro gegenüber. Der Bundestagsabgeordnete Hans-Josef Fell, Sprecher für Energie der Bundestagsfraktion Bündnis 90/Die Grünen hatte die Studie kritisiert, weil sie den jährlichen Heizkostenanstieg mit rund 1,1 % viel zu niedrig angesetzt habe, konservativen Prognosen zufolge müsse man damit rechnen, dass sich die Heizölpreise bis 2030 verdoppeln (Stand 2013). Viele Studien beziehen sich lediglich auf die Wirtschaftlichkeit aus der Perspektive des Eigentümers, der für die meisten Maßnahmen nicht verpflichtet ist. Bei nachweislich unwirtschaftlichen Maßnahmen sind die Landesämter verpflichtet, den Eigentümer von der Pflicht zu befreien. Durch die Modernisierungsumlage wird ebenfalls eine mögliche schädliche Wirtschaftlichkeit auf den Mieter umgelegt, welcher wiederum praktisch keine Möglichkeiten hat, sich dagegen zu wehren. Dies trifft insbesondere die Mieter, die ohnehin sparen eben auch beim Heizen. Selbst wenn die Umlage das Vielfache der Ersparnis beträgt, so hat trotzdem der Mieter laut § 555d BGB die Sanierung zu dulden.
Durch diese juristisch Absicherung kann der Vermieter für die Modernisierungskosten nach etwa neun Jahren (durch den Mieter abbezahlt) eine Rendite von 11 % erwarten, die weiterhin der Mieter trägt. Allerdings entfallen bei einer Sanierung in der Regel ein Teil Instandhaltungskosten, die nicht auf den Mieter umgelegt werden dürfen. Trotzdem birgt diese Rentabilität eine Möglichkeit zum Missbrauch der Umlage auf Kosten des Mieters. Zum Teil erhöhen sich die Mieten bis zu 63 %.

## Vorschriften für die energetische Sanierung
Die energetische Sanierung wird vom Gebäudeenergiegesetz (GEG) geregelt. So muss ein Wärmedurchgangskoeffizient, auch bekannt als U-Wert, von maximal 0,24 W/(m²K) bei der Fassadendämmung und der obersten Geschossdecke eingehalten werden. Bei einer Sanierung der Fenster darf der U-Wert höchstens 1,3 W/(m²K) betragen.
Bei einem Eigentumsübergang (Kauf, Erbschaft) kann für den neuen Eigentümer eine Sanierungspflicht gelten; bei Ein- oder Zweifamilienhäusern haben die neuen Eigentümer zwei Jahre Zeit, ihrer Sanierungspflicht nachzukommen. Auch wenn das Gebäude bereits vor dem 1. Februar 2002 erworben oder bewohnt wurde, kann eine Sanierungspflicht vorliegen. Heizungsanlagen, die mit flüssigem oder gasförmigem Brennstoffen betrieben werden, müssen nach 30 Jahren Laufzeit erneuert werden.
Ein Sanierungskonzept, das aufzeigt, welche Maßnahmen (z. B. Art und Dicke einer Fassadendämmung) angebracht sind, wird im Rahmen einer Energieberatung und auf der Grundlage des energetischen Zustand des Gebäudes erstellt. Die Energieberatung wird vom Bund finanziell gefördert.

## Auswirkungen auf das Mietverhältnis
Die Kosten für eine energetische Sanierung dürfen durch die Modernisierungsumlage um 8 % auf die Jahresmiete gemäß § 559 BGB umgesetzt werden. Dabei bleiben die üblichen Kappungsgrenze bei Mieterhöhungen außen vor. Die Mieterhöhung darf auch größer sein als die tatsächlichen Einsparungen der Energiekosten des Mieters. Dadurch können diese Maßnahmen zu teils sehr drastischen Mieterhöhungen führen.
Die öffentlichen Fördergelder müssen auf diese Erhöhung einberechnet werden.

## Serielles Sanieren
Der Begriff Serielles Sanieren versammelt Sanierungskonzepte, die mittels Vorfertigung von modularen Elementen eine Art Massenproduktion in der Sanierung einführen. Durch den Einsatz von digitaler Vermessungstechnik und Industrie 4.0-Technologien sollen Automatisierungs- und Skaleneffekte nutzbar gemacht werden. Vorreiter hierbei ist das Energiesprong-Konzept aus den Niederlanden.